# Dramatheater Klaipėda

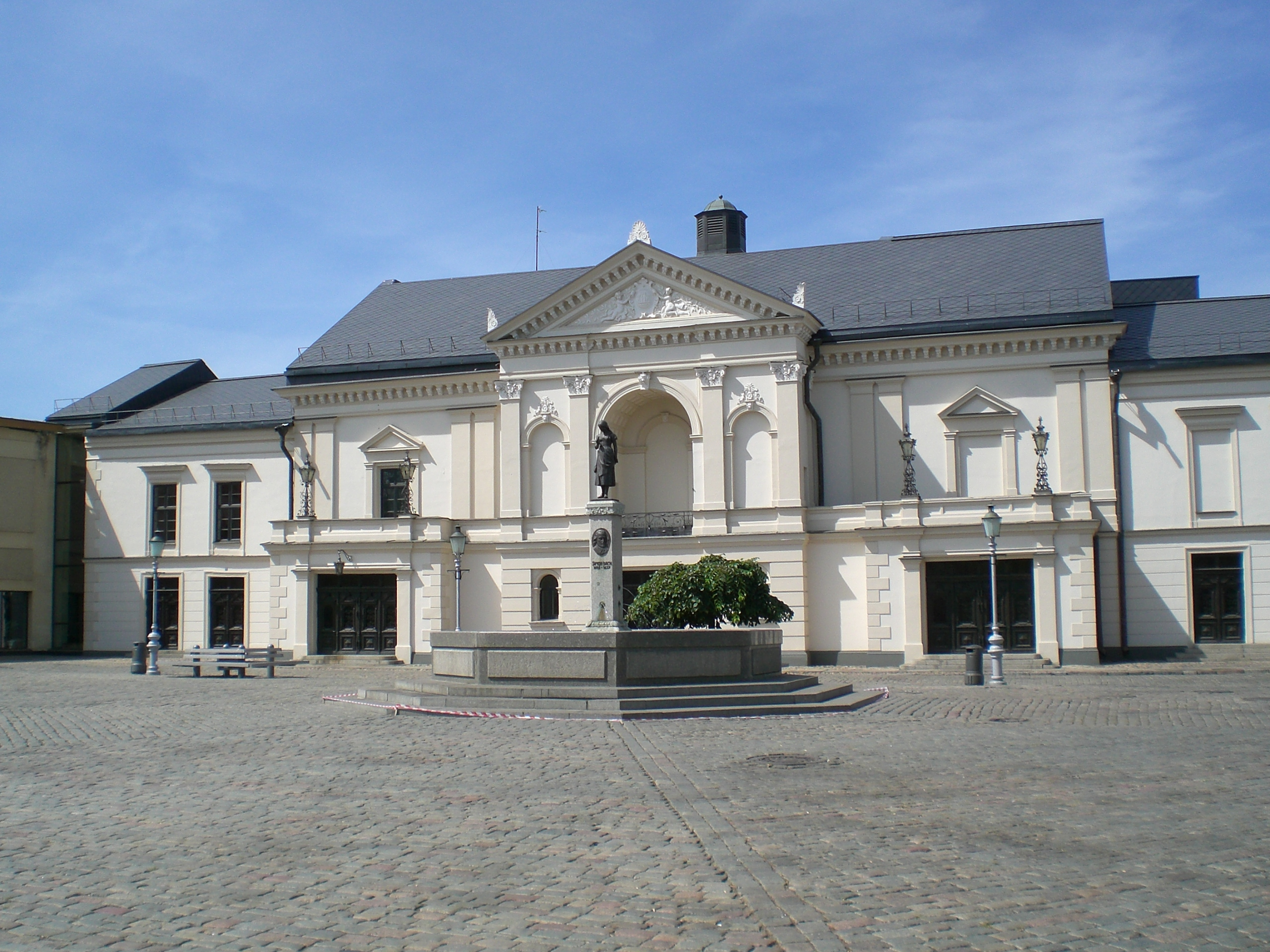
Theater

Das Dramatheater Klaipėda (litauisch Klaipėdos dramos teatras) ist ein Schauspielhaus in der litauischen Hafenstadt Klaipėda. Der Theaterbau wurde bis 1945 vom Deutschen Theater Memel genutzt.

## Frühe Theatergeschichte
Zur Zeit des Wandertheaters war Memel für Schauspieltruppen Zwischenstation auf dem Weg zwischen Königsberg und dem Baltikum oder St. Petersburg. Schon 1785 soll ein Theatergebäude bestanden haben, zunächst Komödienhaus genannt. 1803 wurde von Christian Wilhelm Wachsen der vorherige Packhof an der Dange zu einem Schauspielhaus umgebaut. Dieses Theater bestand bis Wachsens Tod 1814. Hier debütierte 1810 der Schauspieler Karl August Lebrun, ebenso 1813 Gustav Laddey. Als die preußische Königsfamilie 1806/7 in Memel weilte, traf zur Unterhaltung die Königsberger Truppe ein, weil offenbar das Memeler Theater nicht als angemessen erachtet wurde.
Bei seinem Besuch 1836 dirigierte Richard Wagner nur eine einzige Orchesterprobe was auf eine Intrige des Königsberger Musikdirektors Ludwig Schubert zurückgehen soll.

## Bau des Theaters
Im Jahr 1819 gründeten die Händler Ruppel und Woitkowitz eine Aktiengesellschaft zur Gründung eines Theaters. Der Vorläuferbau des heutigen Schauspielhauses, gelegen am ehemaligen Exerzierplatz, und dem späteren Neuen Markt, wurde 1820 wurde das Theater mit der Vorstellung von Franz Freiherrn von Billerbecks „Vaterherz“ eröffnet. Nach zeitgenössischen Berichten hatte das Theater ein Parterre, danach, durch eine Holzbarriere getrennt, das Parkett. Der halbrunde erste Rang schloss mit Proszeniumslogen ab. Über dem ersten Rang lag der zweite Rang mit dem sogenannten 'Amphi" in der Mitte und sich bis zur Bühne hinziehenden Galerie.
Prägender erster Direktor des Hauses war 1841–1857 Franz Eduard Morohn. Unter Morohns Leitung begann die Phase der Theaterpartnerschaften mit anderen Städten, besonders mit Tilsit. Im Jahr 1854 brannte das Theater während des Großen Stadtbrandes nieder. In den Jahren 1854 und 1855 wurden Vorstellungen in Tilsit, Insterburg und Gumbinnen gegeben während 1855 sommers eine Bühne im Schützenpark bestand. Von 1855 bis 1856	wurde Theater im Lippers Hotel gespielt, bevor 1858-60 das Schauspielhaus wiederaufgebaut wurde. Das Haus hatte 1000, nach anderen Quellen 800 Sitzplätze. Der einfache Bau mit Anleihen am Klassizismus hatte seine Hauptfront mit auf Säulen ruhende Vorhalle nach Westen.
In den Jahren 1866–1882 war Hermann Lincke Direktor, der auch als patriotischer Dichter hervortrat. Patriotische Festveranstaltungen waren Höhepunkte des Programms etwa am 11. November zum Gedenken an Preußens Sieg im Deutschen Krieg.
Ab 1912/13 war Max Ferdinand Kurth Direktor des Theaters. Nach Beginn des Ersten Weltkriegs blieb das Theater bis Oktober 1914 geschlossen, dann wurde eine Kriegsspielzeit eröffnet. Französische Musik- und Tanzrevuen galten nun als unpatriotisch und wurden nicht mehr gegeben. Im Kriegsjahr 1916 veröffentlichte Direktor Kurth ein erfolgreiches Handbuch für Bühnenleiter. Mit der Revolution 1918 fiel die Theaterzensur. In Memel wurden die vorher als skandalös angesehenen Stücke Liebelei von Arthur Schnitzler, Nachtasyl von Gorki und Die Ratten von Gerhart Hauptmann gegeben. Am 12. September 1919 wurde die neue Spielzeit mit „Mutter Erde“ von Max Halbe eröffnet, wegen Bestreikung der Elektrizitätswerke bei Notbeleuchtung.
Seite 1878 war das Schützenhaus der größte Memeler Saalbau. Hier spielte sehr erfolgreich ein jüdisches Theater mit dem Jiddischen in litauischem Dialekt als Bühnensprache.

## Nach dem Ersten Weltkrieg
Nach dem Ersten Weltkrieg erhoben sowohl Litauen wie auch Polen Ansprüche. Vom deutschen Staatsgebiet abgetrennt, wurde das Gebiet unter Mandat des Völkerbunds französischer Verwaltung unterstellt. Mit Aufführung von Gas von Georg Kaiser erreichte der Expressionismus auch das Theater Memel. Mit Abspaltung des Memellands kriselte das Theater jedoch weil die Besucherzahlen rückläufig waren. In Diskussionen um die Zukunft des Theaters wurde in Hinsicht auf die litauischen Ansprüche die nationalpolitische Aufgabe des Theaters hervorgehoben.
Am 1. März 1920 gründete sich wieder ein Theaterverein. Nachdem Magistrat und Theaterkommission mit deutsch orientiertet Personen besetzt war, wurde das Theater nun direkt von der Stadt betrieben. Ab Sommer 1920 stand das Theater unter Leitung von Heinrich Albers und, bis 1924 Fritz Bartsch. Auf einem Bühnenball 1922 kam es zu einem Eklat, weil ein Schauspieler ein demonstrativ deutsch patriotischen Vortrag gab. Der Schauspieler wurde daraufhin vom französischen Zivilkommissar unter Androhung von Ausweisung verwarnt.
Mit der litauischen Besetzung 1923 wurde das Memelland offiziell zweisprachig.
Sei 1922/23 waren litauische Gastspiele fest etabliert. Diese wurden als litauisch-patriotische Kundgebungen inszeniert, wobei sie litauische Staatsbahn Sonderzüge einsetzte, um der ländlichen Bevölkerung den Theaterbesuch zu ermöglichen.
Die Besucherzahlen des deutschsprachigen Theaters schrumpften weiter und Verhandlungen mit Tilsit über ein gemeinsames Theater scheiterten. Um dem Publikumsschwund entgegenzuwirken, wurde ab 1925 Theater auf der Naturbühne im Sandkrug auf der Nehrung gegenüber Memel gegeben. Auch gab es Gastspiele in Heydekrug. Das Ensemble war u. a. geprägt von Paul Wegener. In dieser Zeit wurden in Memel Stücke von Alfred Brust uraufgeführt.
1932 gastierte das litauische Theater-Schulen alle vier Wochen im Schauspielhaus, wobei u. a. die Schmetterlingsschlacht von Sudermann in litauischer Übersetzung gegeben wurde. Auch das Kownoer litauische Theater spielte im Memeler Haus. Entsprechend dazu gab das deutsche Ensemble vier seiner besten Inszenierungen in Kaunas. Wegen seiner reichsdeutschen Kontakte stand Albers jedoch zunehmend unter Beobachtung der litauischen Sicherheitsbehörden auf Grundlage eines litauischen Gesetzes „zum Schutz von Volk und Staat“. Theateraufführungen wurden jetzt von einem Pressezensor besucht.
In den Jahren 1927/28 schloss das Theater und wurde im März 1928 wurde das Theater renoviert. Dieser Umbau wurde teils von der Münchner Deutschen Akademie gegründet, die zu einer Organisation nichtamtlicher auswärtiger Kulturpolitik geworden war. Mit antilitauischen Parolen warb diese Organisation in nationalkonservativen Kreisen um Unterstützung des Deutschtums im Memelland.
Nach der Machtübernahme der Nazis in Deutschland zeigten wurden vor allem reichsdeutsche Einwohner Memels Sympathisanten.
Der litauische Staat versuchte seinerseits, seinen Einfluss auf das kulturelle Leben Memels zu verstärken  Im Herbst 1933 verschärfte sich das Vorgehen gegen tatsächlich oder vermeintliche Nationalsozialisten. Auf Druck des litauischen Gouverneurs Navakas wurde der Heinrich Albers 1934 entlassen, danach entspannte sich das Verhältnis zwischen litauischer Verwaltung und dem Theater und Navakas erhob keine Einwände gegen das reichsdeutsche Ensemble des Hauses. Das Deutsche Theater, wie es nunmehr hieß, durfte auch von reichsdeutschen unpolitischen Stellen unterstützt werden.
1935 wurde das Dramentheater aus Schaulen nach Memel versetzt. Das litauische Theater mietete den Saal des Theaters einen Tag pro Woche, und nutzte ansonsten anderen Räumlichkeiten. Im deutsch-litauischen Wettstreit um kulturelle Oberhoheit erlebte Memel mehrtägige Gastspiele der Litauischen Staatsoper, des Berliner Schillertheaters mit Heinrich George und der Wiener Sängerknaben. 1932 wurde eine bemerkenswerte Inszenierung er Dreigroschenoper mit Lilly Towska gegeben.
Mit deutscher Besetzung des Memellandes 1939 wurde die Tätigkeit des litauischen Theaters in Memel abgebrochen, die Schauspieler gingen nach Vilnius. Unter Albers’ Nachfolger Nadolle, ausgewählt von der Reichstheaterkammer, entfiel die literarische Moderne und ausländische Dramatik vom Spielplan.
Am 23. März 1939 nahm Adolf Hitler vom Balkon es Theaters den Jubel der Bevölkerung entgegen. Mit der Vertreibung der deutschen Bevölkerung aus Memel endete die örtliche deutsche Theatergeschichte.

## Wiederaufbau
Das 1935 bezogene Gebäude wurde unter Beibehaltung der Fassade ab der Planung 1983 neu aufgebaut und sollte 1985 seiner Bestimmung übergeben werden.
Am 7. November 2015 fand eine feierliche Eröffnungsfeier statt. Das Theater wurde zum modernsten Theater des Baltikums. Die unteren Räume des Theaters wurden mit einer außergewöhnlichen Ton- und Lichttechnik sowie einer modernen hydraulischen Anlage ausgestattet. Die automatisch gesteuerte Bühne bewegt sich zusammen mit der Zuschauertribüne. Die Hebemechanismen können die Bühne sowie die Zuschauertribüne auf unterschiedliche Ebenen hochheben und diese drehen, falls es nötig ist. Die Stühle können im Boden versteckt werden.
So entsteht eine gleichmäßige Ebene, auf der die Kulissen errichtet werden können. Zudem wurde ein Theatermuseum eingerichtet, das an die Vergangenheit der Einrichtung erinnert.

## Leitung
- Leiter: Gediminas Pranckūnas
- Kunstleiter: Povilas Gaidys

## Namen
- 1935: Valstybės teatro Klaipėdos skyrius
- 1945:  Klaipėdos muzikinės komedijos teatras
- 1949: Klaipėdos muzikinės dramos teatras
- Seit 1951: Klaipėdos dramos teatras